# Rhyacophila urgl
Rhyacophila urgl là một loài Trichoptera trong họ Rhyacophilidae. Chúng phân bố ở miền Cổ bắc.